# Masacrul de la Štrpci
Masacrul de la Štrpci (în bosniacă Masakr u Štrpcima) a fost masacrarea a 19 civili (18 bosniaci și un croat) la 27 februarie 1993, după ce au fost dați jos dintr-un tren pe relația Belgrad–Bar la gara Štrpci⁠(pl)[traduceți] lângă Višegrad, pe teritoriul bosniac.
Răpirile și masacrul ulterior au fost comise de membrii unității paramilitare Răzbunătorii⁠(d) (Osvetnici), comandată de Milan Lukić⁠(d). Masacrul de la Štrpci, cel de la Bosanska Jagodina⁠(d), cel de la Sjeverin⁠(d) și cele de la Višegrad⁠(d) au făcut parte dintr-o campanie de atacuri brutale, îndreptată împotriva bosniacilor din zona Višegrad, de către Lukić și unitatea sa paramilitară.

## Masacrul
Calea ferată Belgrad–Bar trece prin Bosnia și Herțegovina pe o distanță de 9 km, între gările Jablanica⁠(d) și Rača, ambele din Serbia. Există o stație, Štrpci, dar nu există facilități de trecere a frontierei și doar trei trenuri pe sens opresc în acea gară în fiecare zi.
Pe 27 februarie 1993, în preajma orei 15:00, un grup de bărbați în uniformă a intrat în biroul gării Štrpci și a cerut oprirea trenului care venea dinspre Belgrad. Bărbații în uniformă erau membri ai unității „Răzbunătorii” (Osvetnici) din miliția sârbă bosniacă Vulturii Albi⁠(d), comandată de Milan Lukić⁠(d). Bărbații au intrat în tren imediat ce acesta s-a oprit și au răpit 20 de pasageri, după ce le-au verificat actele de identitate. Printre cei răpiți s-au numărat un controlor de bilete al Căilor Ferate Iugoslave, pasageri musulmani și croați, un ofițer pensionar al armatei iugoslave, precum și o persoană necunoscută de origine arabă/africană. Victimele au fost transportate la comandamentul Batalionului I al Brigăzii a II-a Podrinje a VRS, în clădirea școlii Prelovo (Višegradska Banja). Făptașii i-au adus în sala de sport, le-au ordonat să se dezbrace, apoi i-au bătut și le-au legat mâinile cu sârmă. Deja pline de sânge, victimele civile au fost transportate într-o casă distrusă din Mušići, unde au fost împușcate. Trupurile lor au fost aruncate în râul Drina, și nu au fost găsite niciodată, cu excepția rămășițelor a patru victime, dezgropate ulterior din lacul Perućac⁠(d).
Un martor, Hadija Mujevic, se afla în tren și i-a văzut pe soldați intrând în el la Štrpci și verificând actele de identitate ale pasagerilor de sex masculin. „I-am văzut luând oameni și încărcându-i într-un camion. Am văzut un bărbat în uniformă poștală sau poate a căilor ferate clătinându-se, și soldați lovindu-l cu paturile puștii și escortându-l la camion”, a spus Mujevic. Alți pasageri i-au spus că bosniacii erau scoși din tren. Mujevic a declarat procurorilor: „unii ziceau: «Lăsați oamenii în pace», în timp ce alții ziceau «Luați-i pe balija»”.
Djordje Vujovic a auzit despre răpire de la un prieten. Printre pasageri s-a numărat și nepotul său minor, Senad Djecevic. A călătorit imediat la Višegrad, unde a aranjat o întâlnire cu Milan Lukić, deoarece bănuia că este implicat în acțiune. „Am vorbit cu Milan Lukić. Sediul lor se afla într-o fostă cafenea de lângă pod... El a negat că ar fi avut vreo legătură, spunând că a fost făcut de Garavi Sokak [o altă unitate paramilitară]”, a spus Vujović.
În decembrie 2014, Koviljka Buzov a declarat Parchetului pentru Crime de Război că soțul ei, Tomo Buzov, fost ofițer al Armatei Populare Iugoslave, se deplasa la Podgorica pentru a-și vizita fiul, în armată. Fiul a informat-o că trenul a întârziat; abia mai târziu, i-a spus că tatăl său nu a mai ajuns. A aflat de răpirea de la Štrpci din știri a doua zi.
Tot în 2014, Misin Rastoder a declarat că tatăl său, Jusuf Rastoder, călătorea de la locul său de muncă din Belgrad la Bijelo Polje pentru concediu. Misin nu știa că tatăl său era în tren când a auzit de răpire. Ulterior a primit salariul tatălui său de la un coleg. Trupul lui Jusuf a fost recuperat din lacul Perućac.

## Ancheta și procesele
Dintre cei aproximativ 30 de suspecți, primul condamnat pentru rolul său în crimă a fost Nebojša Ranisavljević din Despotovac. El a fost arestat în octombrie 1996. Curtea Superioară din Bijelo Polje l-a condamnat la 15 ani de închisoare pe 9 septembrie 2002. Verdictul a fost confirmat de Curtea Supremă a Muntenegrului în aprilie 2004. Ranisavljević a fost eliberat din închisoare în 2011, după ce a ispășit nouă ani din pedeapsă. Comandantul brigăzii Višegrad a armatei Republicii Srpska⁠(d) (VRS), Luka Dragićević, a recunoscut la procesul lui Ranisavljević că unitatea „Răzbunătorii” făcea parte din VRS. După război, Dragićević a fost transferat pe un post în armata iugoslavă⁠(d).
Amnesty International și-a exprimat îngrijorarea că Ranisavljević ar fi fost făcut țap ispășitor și că procesul a fost o chestiune de formă. S-a susținut că Ranisavljević ar fi fost torturat în detenție pentru a fi forțat să facă declarații incriminatoare.
Înalți oficiali din guvernele Serbiei și Republicii Federale Iugoslavia (RFI) au fost alertați cu privire la planul de răpire a unor cetățeni ai RFI, dar nu au fost luate măsuri pentru a preveni crimele. Sunt indicii că polițiști și magistrați au obstrucționat procedurile judiciare împotriva lui Milan Lukić.
În octombrie 2022, șapte foști militari ai Brigăzii a II-a VRS Podrinje au fost găsiți vinovați de masacru, în primă instanță, de către Tribunalul Bosniei și Herțegovinei, după un proces de șapte ani. Obrad și Novak Poluga, Petko Indjic, Radojica Ristic, Dragan Sekaric, Oliver Krsmanovic și Miodrag Mitrasinovic au fost condamnați la 13 ani de închisoare fiecare pentru participarea la masacru. Mico Jovicic și-a recunoscut vina și a fost condamnat la doar 5 ani de închisoare după o înțelegere cu procurorii. Vuk Ratkovic a murit înainte de pronunțarea sentinței, în martie 2021. Comandantul lor, Boban Indjic, a fost condamnat la 15 ani de aceeași instanță pe 19 ianuarie 2023. Comandantul Brigăzii a II-a VRS Podrinje din Višegrad, Luka Dragićević, a fost achitat de acuzațiile că ar fi ordonat răpirea și uciderile.
Comandantul Vulturilor Albi⁠(d) Milan Lukić⁠(d) (deja condamnat la închisoare pe viață⁠(d) de către TPII) a fost acuzat și în Bosnia Herțegovina pentru masacrul de la Štrpci din 2020. În octombrie 2022, judecătorul Vesna Jesenković a declarat că Lukić a participat la uciderea a 18 dintre victime, iar ultimele două au fost ucise în timp ce încercau să fugă – una dintre ele de către Nebojsa Ranisavljević, care a fost condamnat la 15 ani de închisoare de un tribunal muntenegrean, iar celălalt de un soldat necunoscut.
Un alt proces în care alți cinci paramilitari sârbi bosniaci au fost judecați pentru masacrul Štrpci în Serbia era în desfășurare începând cu 2019. Procedura a fost afectată de întârzieri, un inculpat decedând și altul devenind prea bolnav pentru a fi judecat.

## Memoria
Scurtmetrajul Omul care nu a putut să tacă⁠(d) (Čovjek koji nije mogao šutjeti) al regizorului croat Nebojša Slijepčević⁠(en)[traduceți] dramatizează masacrul, și se concentrează pe decizia lui Tomo Buzov de a se ridica împotriva făptașilor. Filmul a câștigat Palme d'Or pentru scurtmetraj⁠(d) la Festivalul de Film de la Cannes din 2024⁠(d); și a fost nominalizat la cea de-a 97-a ediție a Premiilor Oscar la categoria Cel mai bun scurtmetraj, prima nominalizare a unui film croat de la independența țării⁠(d).